# Opernplatz (Frankfurt am Main)
Der Opernplatz ist ein Platz in der nordwestlichen Innenstadt von Frankfurt am Main.

## Geschichte

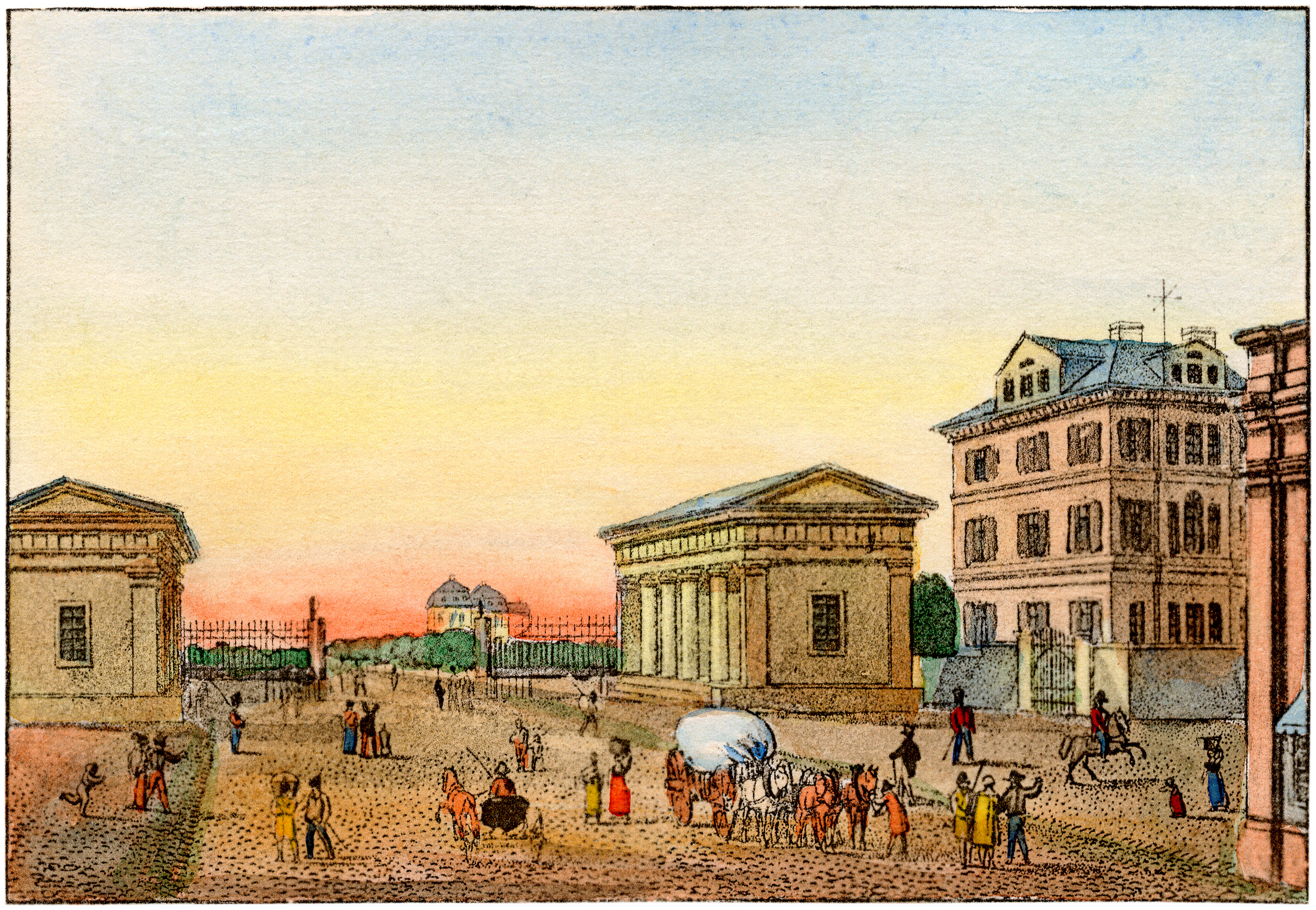
Das Bockenheimer Tor 1825

Einst befand sich an dieser Stelle ein Stadttor innerhalb der Frankfurter Stadtbefestigung. Das Bockenheimer Tor und die daran angeschlossene Bockenheimer Landstraße führten durch die Frankfurter Gemarkung hindurch bis zur Ortschaft Bockenheim. Der 1895 eingemeindete Ort lag im Mittelalter außerhalb der Frankfurter Landwehr, die die Gemarkung umschloss. Von der Bockenheimer Landstraße ging kurz nach dem Tor die Mainzer Landstraße in südwestlicher Richtung ab. Nach Schleifung der Stadtmauern um die Innenstadt lag der heutige Opernplatz zwischen der Taunus- und der Bockenheimer Anlage. Stadtbaumeister Johann Georg Christian Hess ließ dort ein klassizistisches Portal erbauen, das die mittelalterliche Bedeutung des Platzes hervorheben sollte. Das Portal wurde allerdings schon 1875 wieder abgerissen, um Platz für ein Opernhaus zu schaffen. Das heute unter dem Namen Alte Oper bekannte Haus wurde 1880 fertiggestellt und war eines der größten seiner Zeit. Zunächst hieß nur ein Teil des Platzes, der die Oper umgab, Opernplatz; das eigentliche Bockenheimer Tor, das vor dem Haupteingang lag, behielt zunächst seinen Namen. Die heutige Oper Frankfurt befindet sich jedoch – für auswärtige Gäste gelegentlich irritierend – am Willy-Brandt-Platz.

## Gebäude

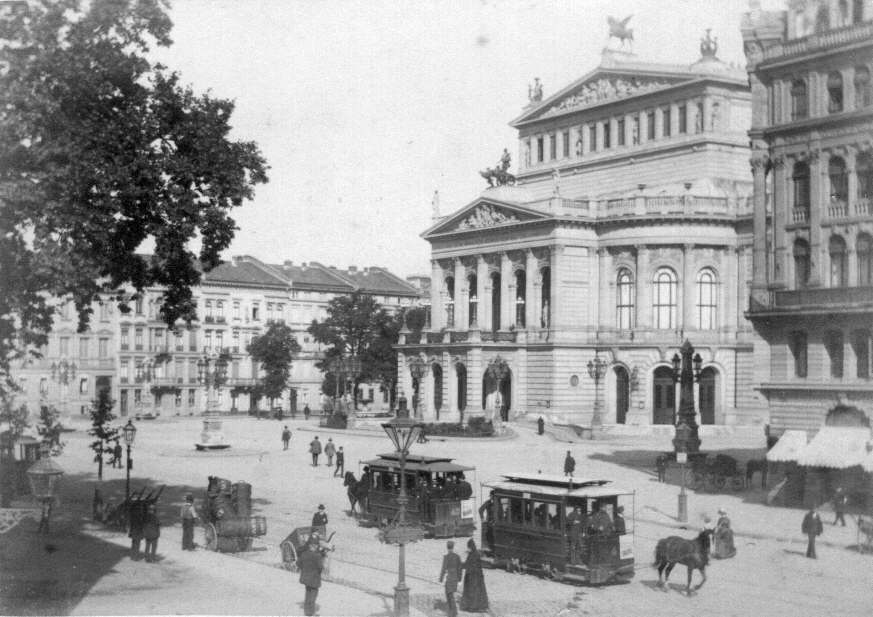
Der Opernplatz samt Oper um das Jahr 1880

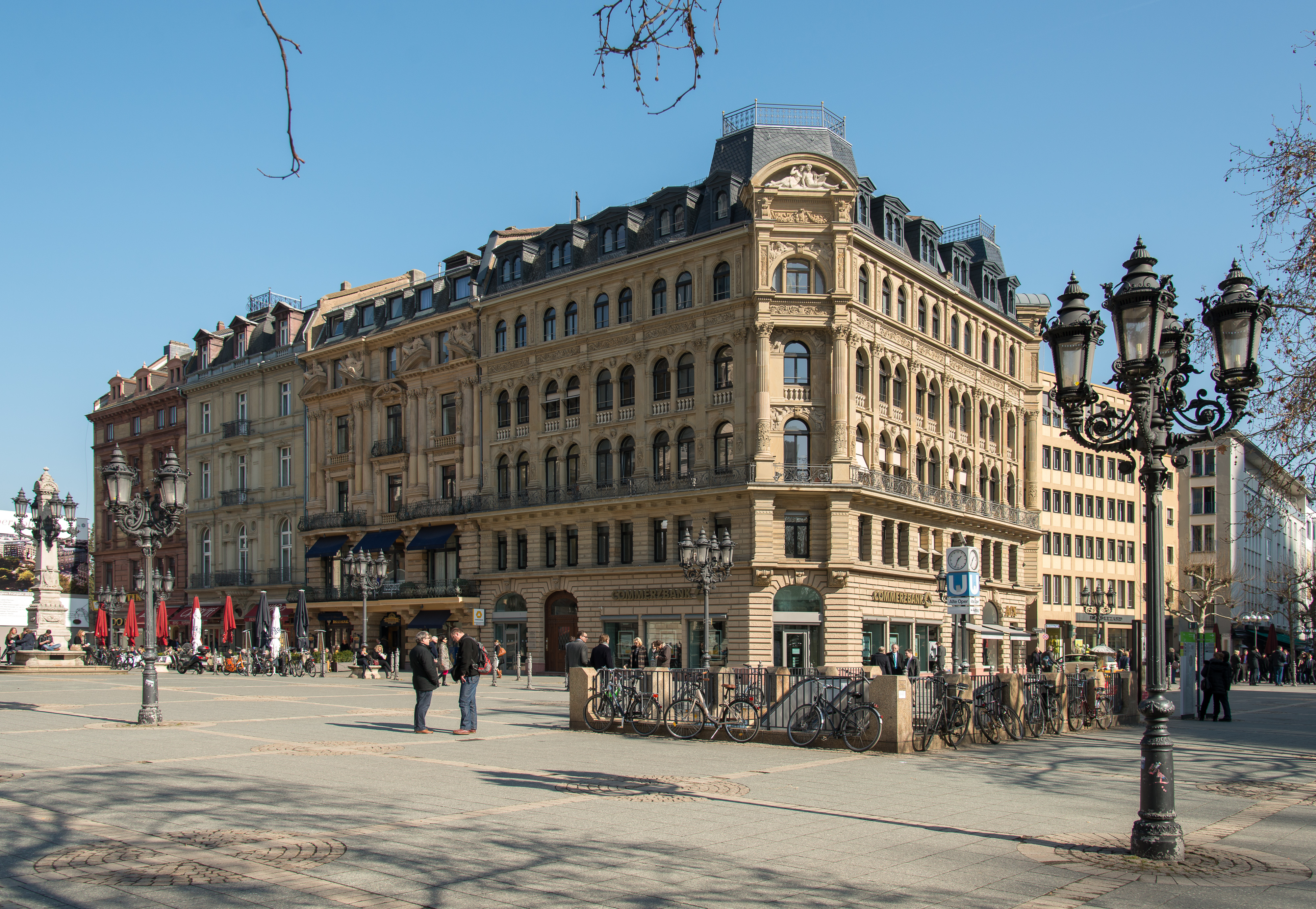
Ostseite mit Hausnummern 6–12, Kandelabern und der Hotel-Bautafel

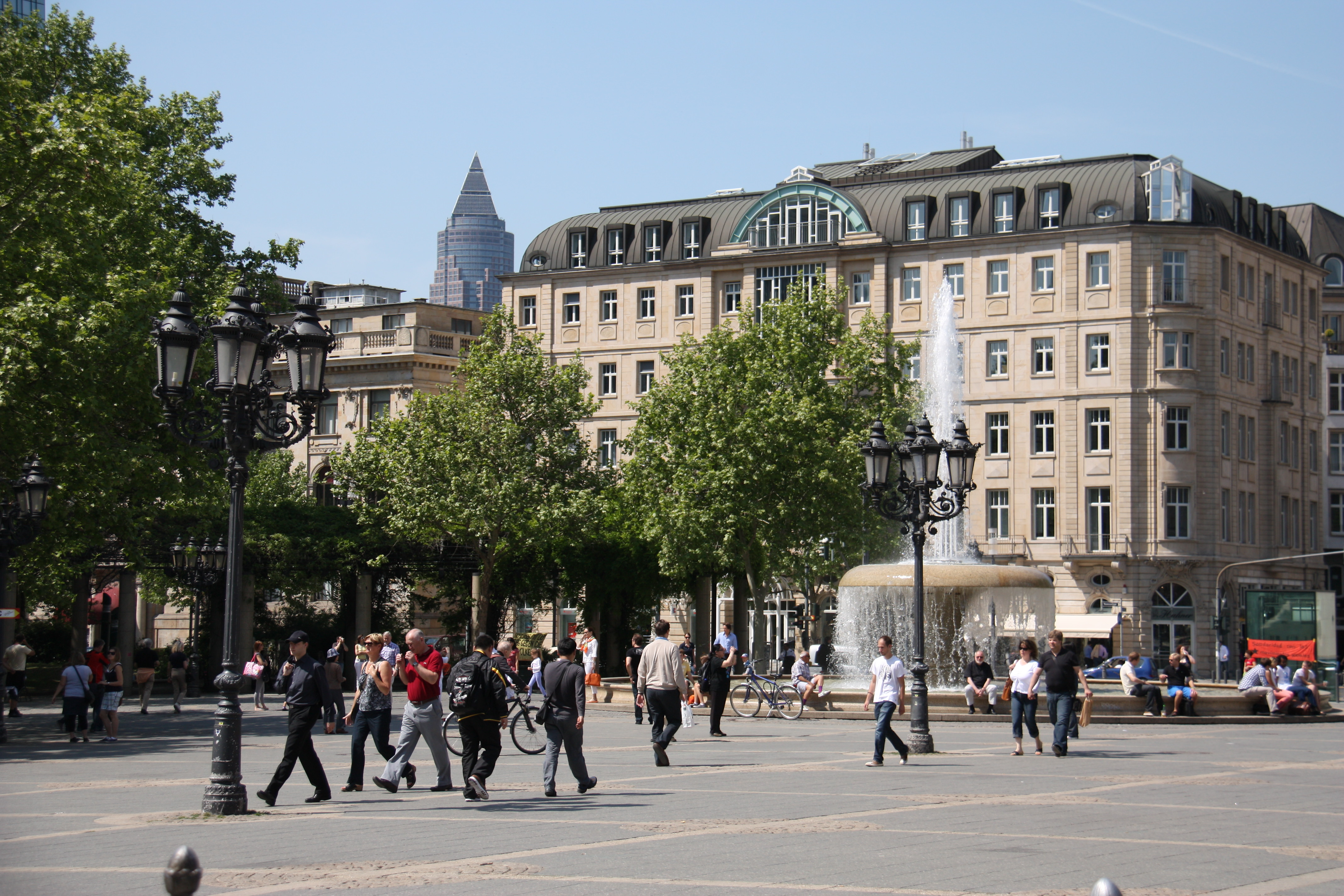
Der Opernplatz in Richtung Westen

Namensgebendes Gebäude am Platz ist die Alte Oper. Das 1880 gebaute Opernhaus wurde bei den Luftangriffen auf Frankfurt am Main im Zweiten Weltkrieg schwer beschädigt und konnte erst 1981 als Konzerthaus wiedereröffnet werden. Das jahrelang als „schönste Ruine Deutschlands“ bekannte Gebäude prägte auch in dieser Zeit den Platz.
Daneben existierte bis 2002 auf der gegenüberliegenden Straßenseite an der Bockenheimer Landstraße das Zürich-Haus, einer der ersten Wolkenkratzer der Stadt. 1960 von der Zürich Versicherungsgruppe gebaut, hatte das Hochhaus eine Höhe von 68 Metern, die erst 1966 vom Shell-Hochhaus übertroffen wurde. 2002 ließ der Eigentümer das denkmalgeschützte Gebäude abreißen. 2004 wurde das Areal an die US-Immobilienfirma Tishman Speyer Properties veräußert, die hier von Anfang 2007 bis 2010 den Opernturm errichten ließ.
Die Ostseite des Platzes, entlang der Hochstraße, ist mit sechsstöckigen Geschäftshäusern des Historismus bebaut. Die daneben liegenden Nachkriegsgebäude wurden 2010 abgerissen und durch ein 2016 eröffnetes Fünf-Sterne-plus-Hotel ersetzt werden (Architekten: Braun & Schlockermann).

### Lucae-Brunnen
Der Brunnen auf dem Opernplatz wurde 1872 von dem Architekten Richard Lucae (1829–1877) entworfen und war ursprünglich für den Rahmhof (nahe der Schillerstraße) gedacht. Erst gut 100 Jahre später, 1983, wurde der Brunnen nach der Skizze von Lucae durch den Bildhauer Edwin Hüller ausgeführt. Am 14. Juni 1983 wurde der Springbrunnen aus 120 Tonnen schwerem edelgelben Reinersreuther Granit mit einem Bürgerfest eingeweiht. Das Becken des Brunnens, das bei schönem Wetter auch zum Planschen genutzt wird, besitzt einen Durchmesser von 17 m, die Schale misst 5 m im Durchmesser und weist eine Höhe von 3,20 m auf.
- Siehe auch: Liste von Brunnen in Frankfurt am Main

## Galerie

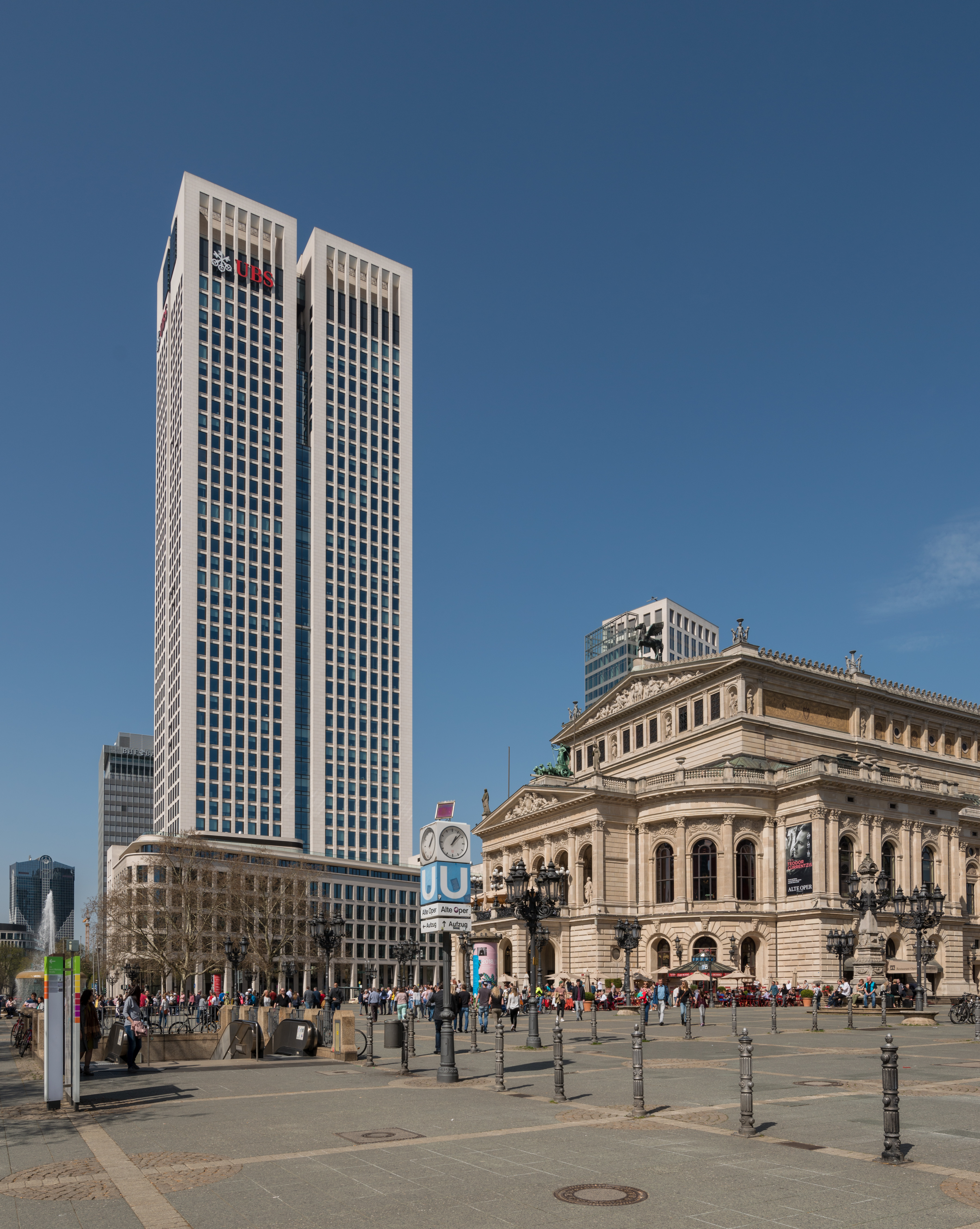
Opernturm und Alte Oper
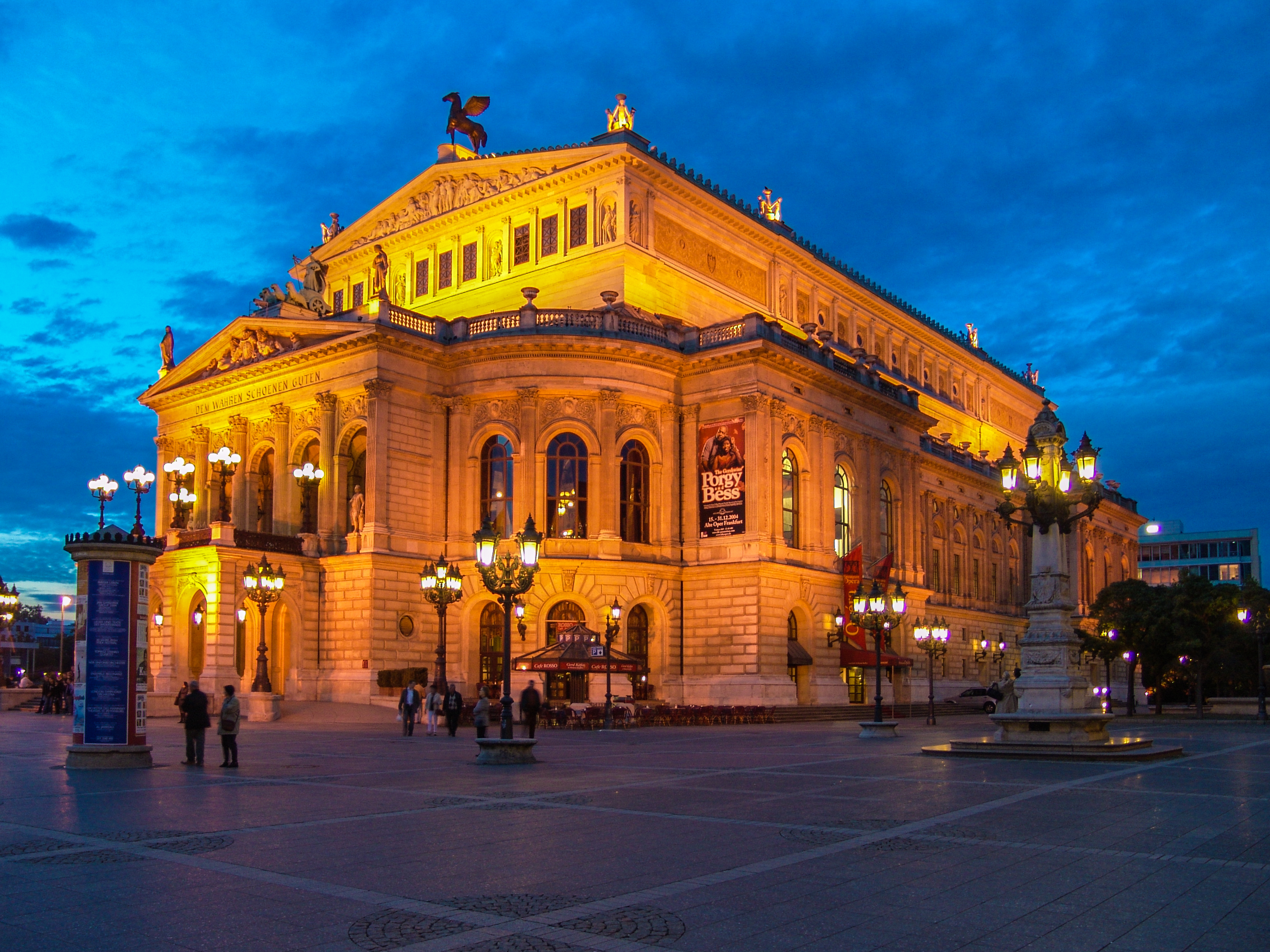
Opernplatz mit Alter Oper abends
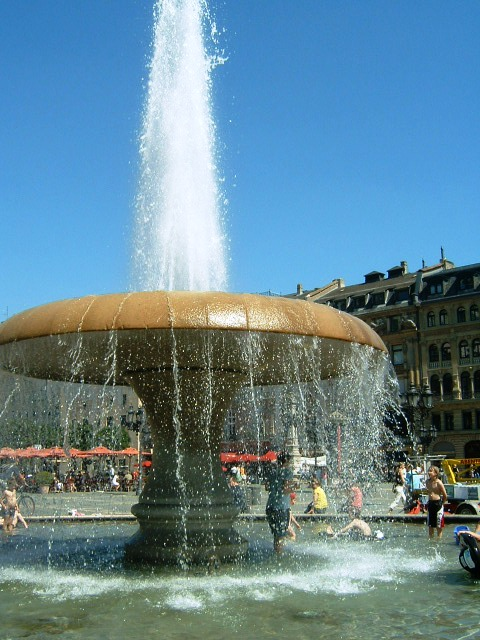
Der Lucae-Brunnen
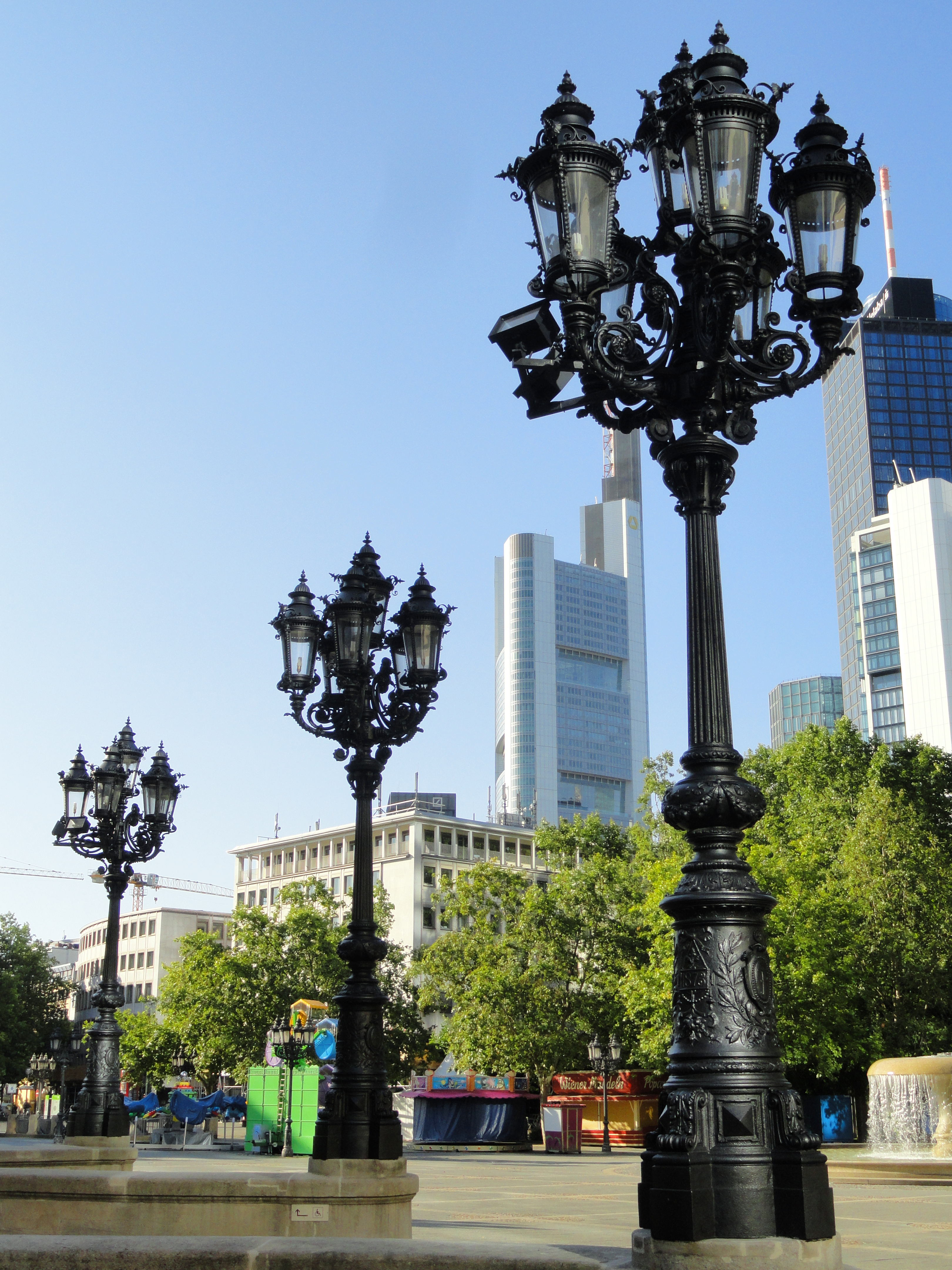
Laternen am Opernplatz
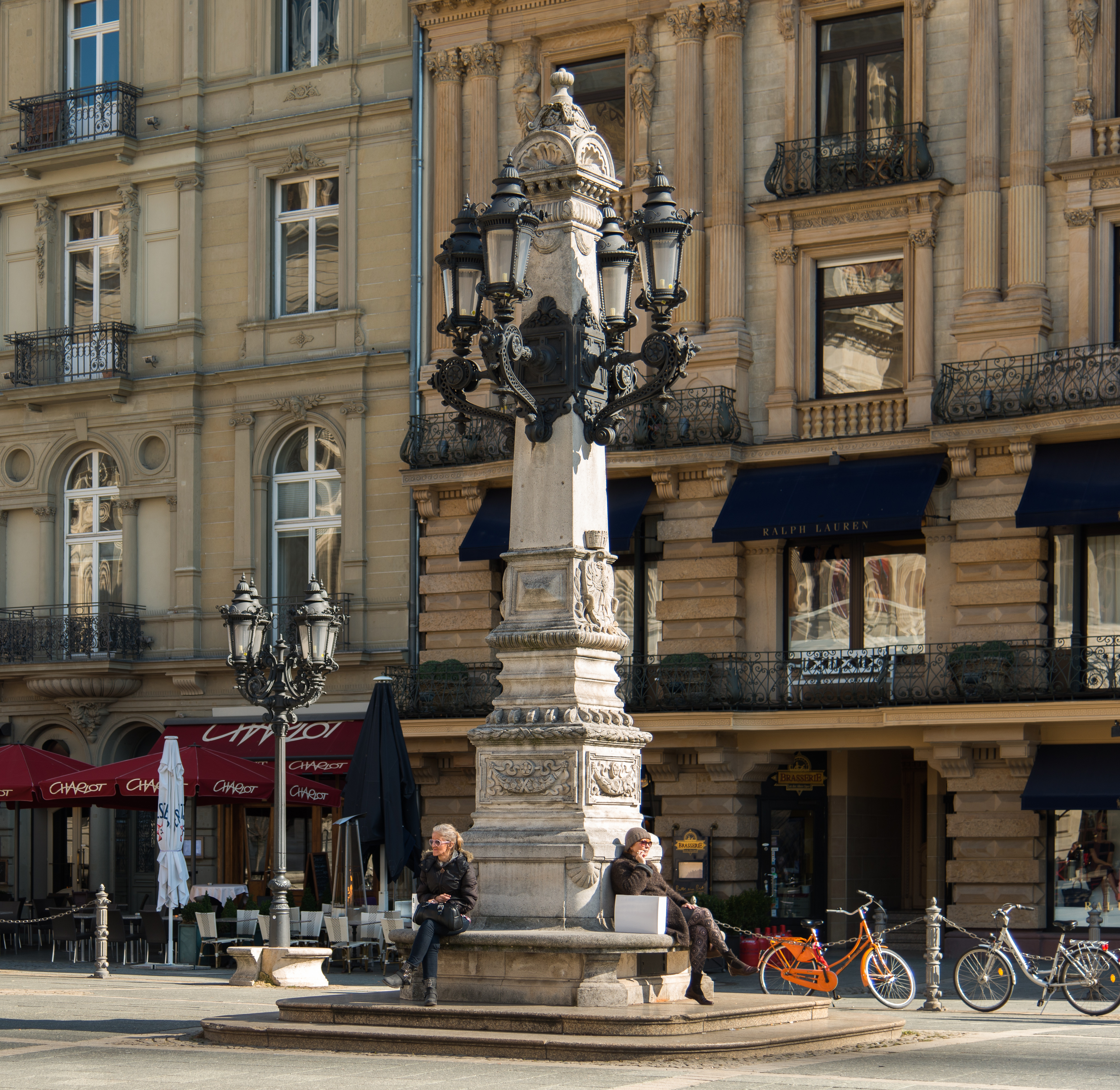
Kandelaber mit verziertem Sandsteinsockel
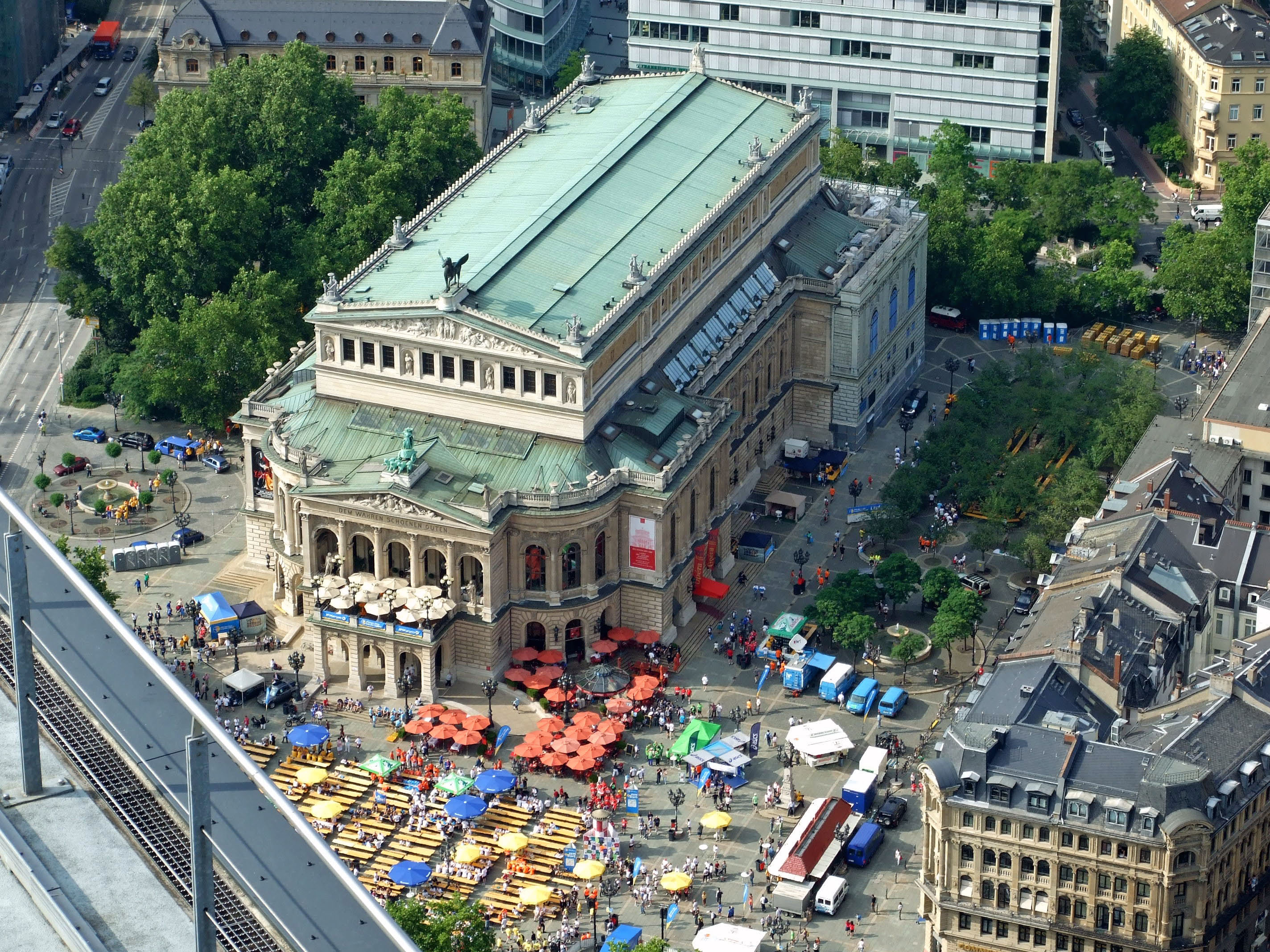
Blick vom Main Tower auf die Alte Oper und den Opernplatz
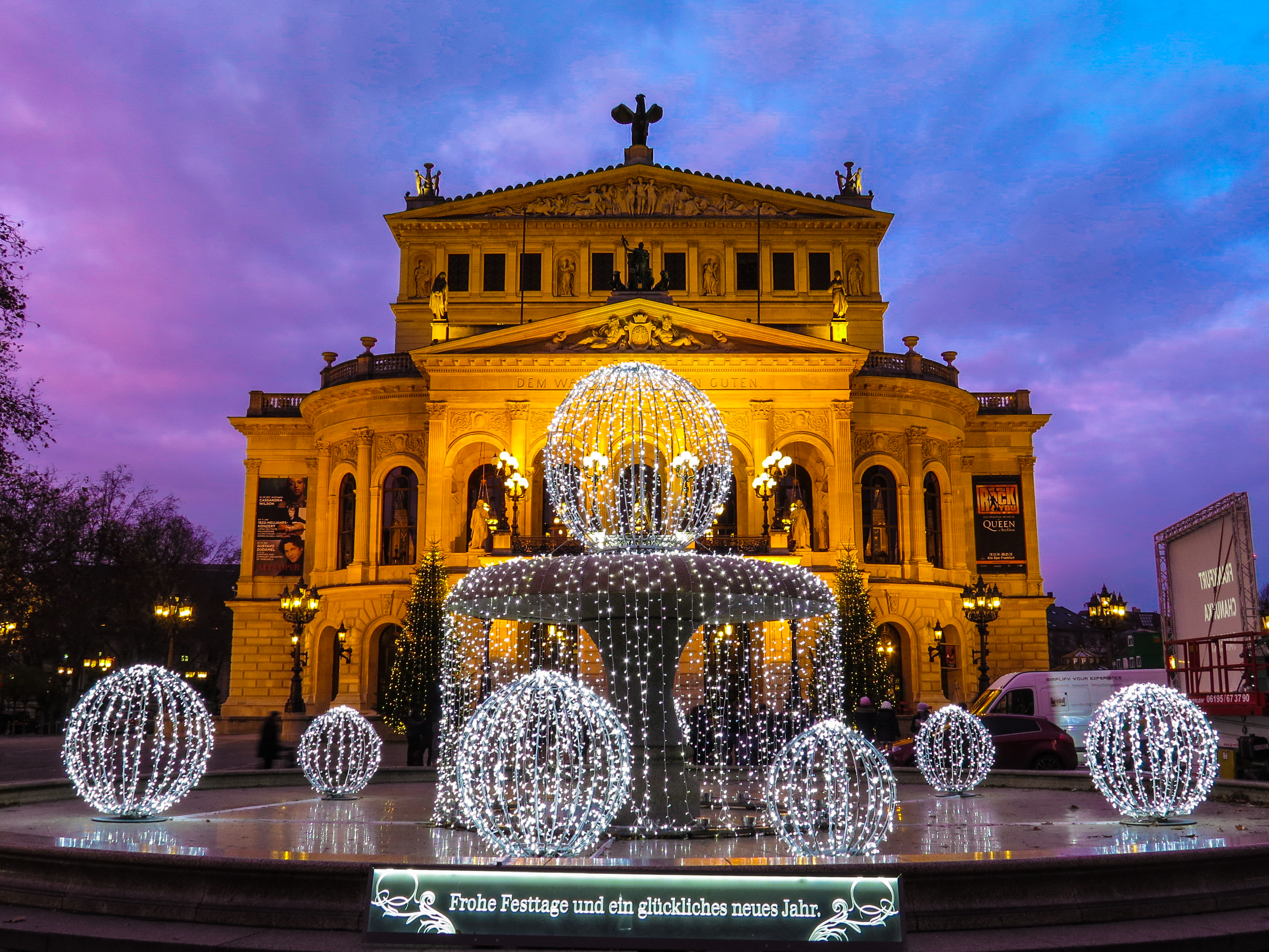
Weihnachtsschmuck am Opernplatz
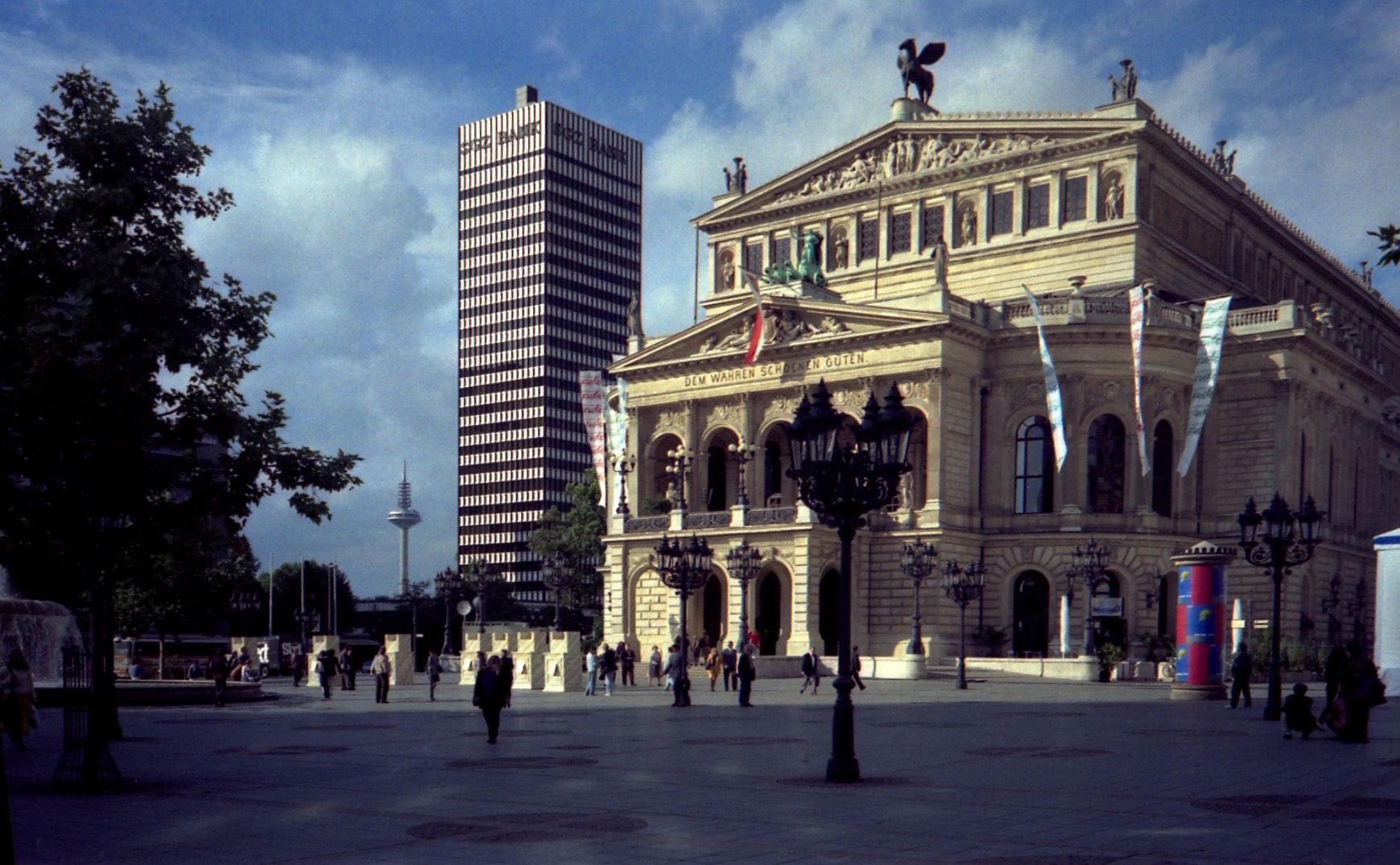
Opernplatz 1990
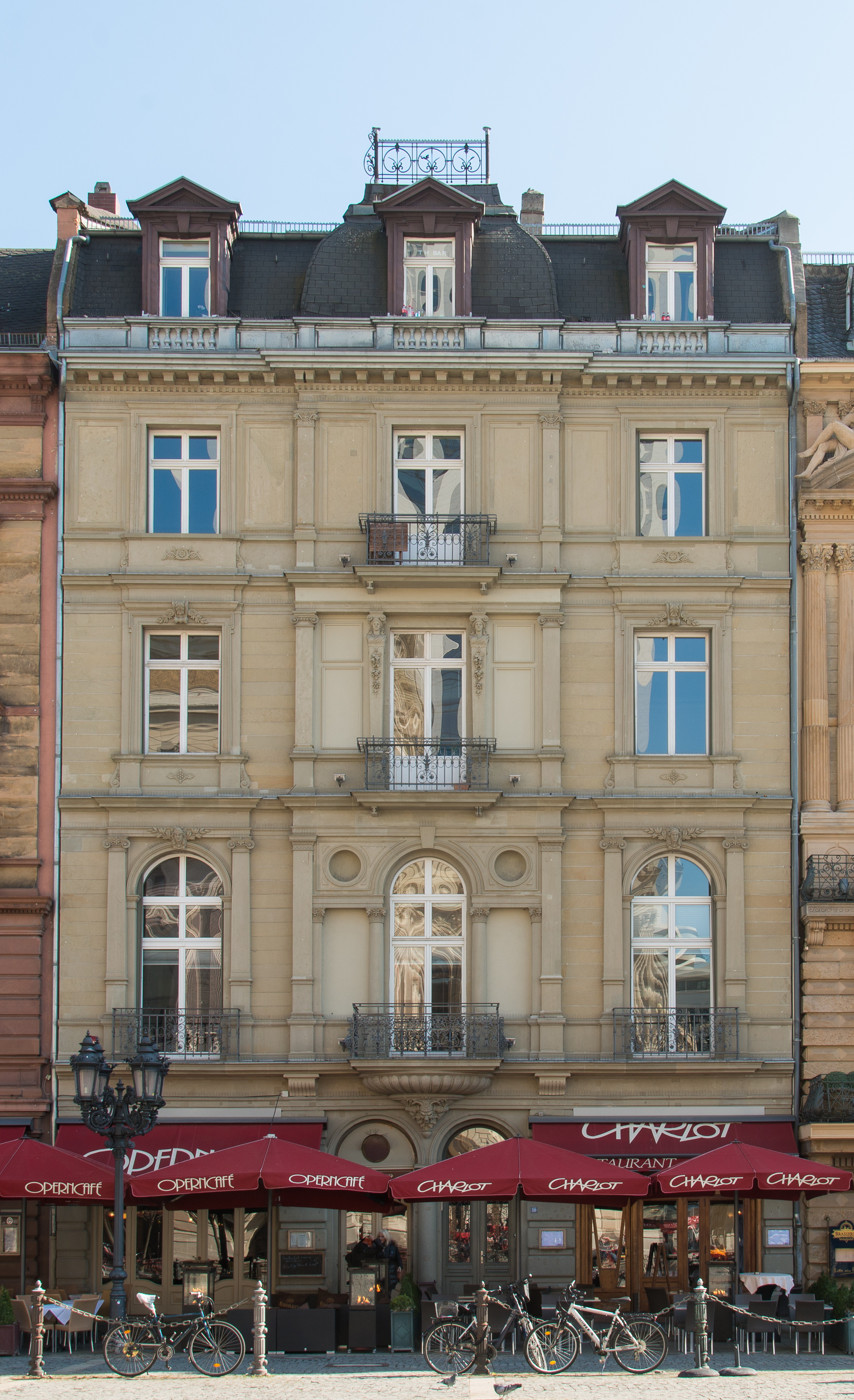
Haus Opernplatz 10
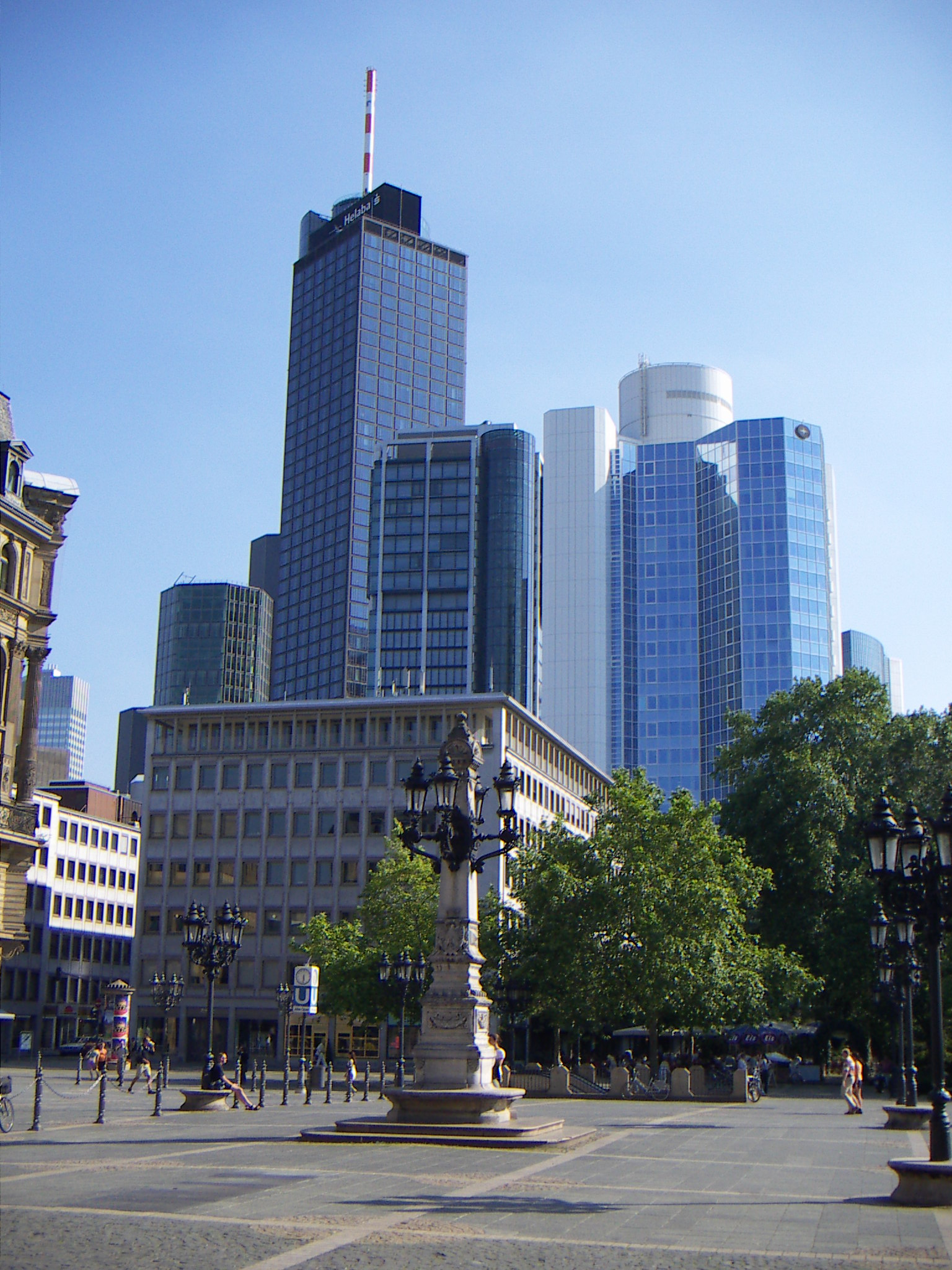
Blick Richtung Bankenviertel
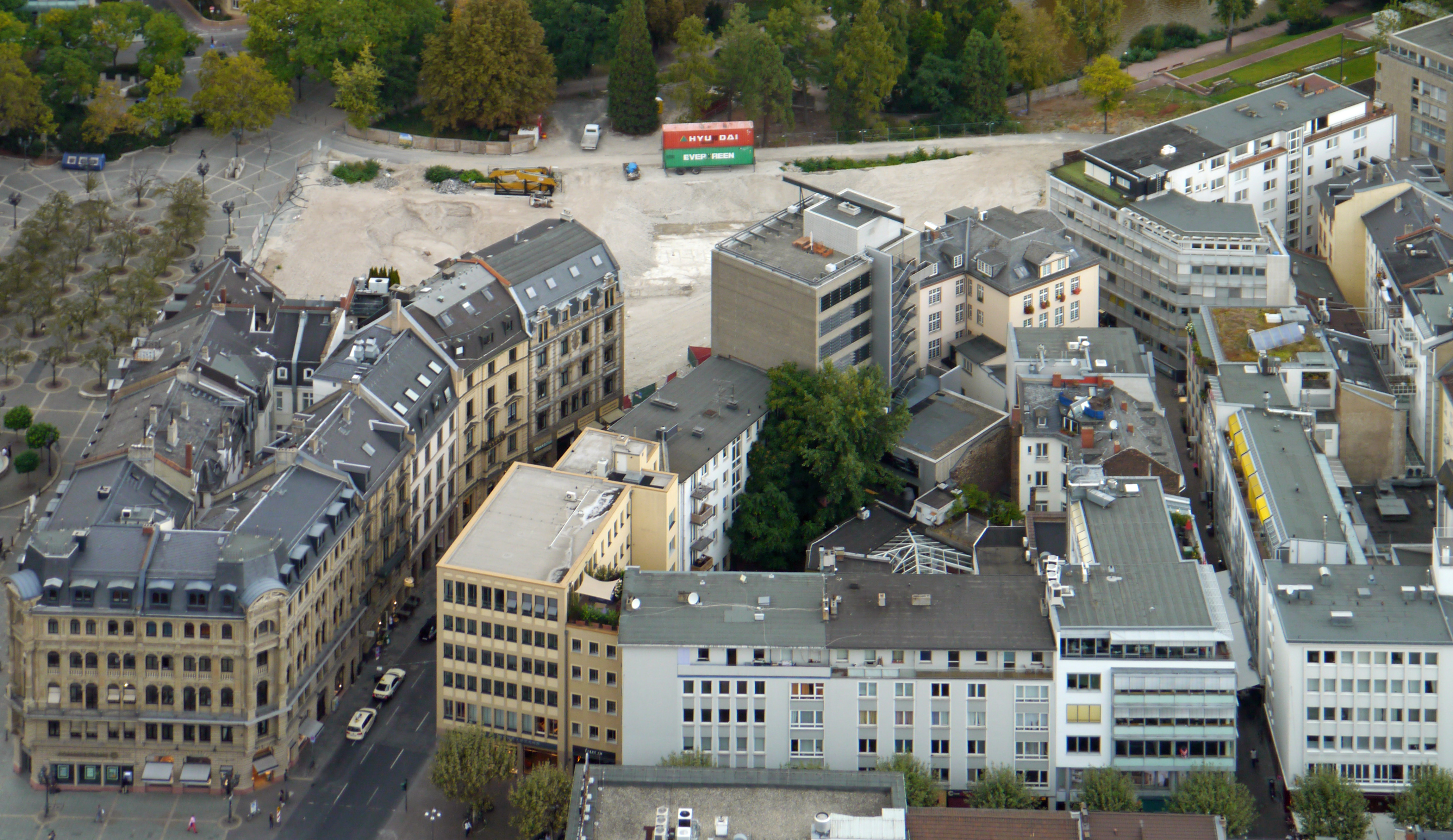
Bauplatz für Hotel Frankfurt Opera
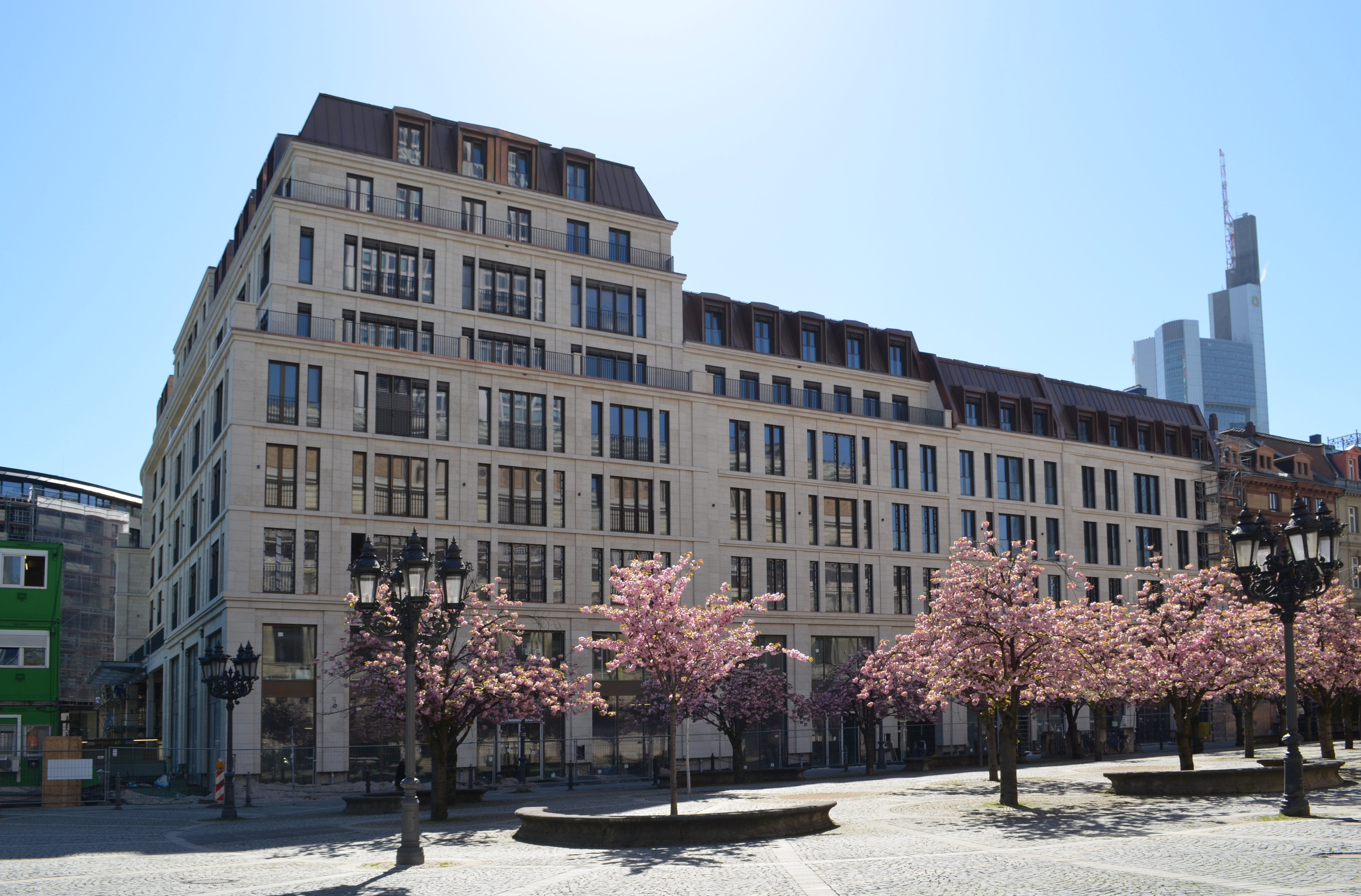
Grand Hotel Sofitel Frankfurt Opera

## Einmündende Straßen

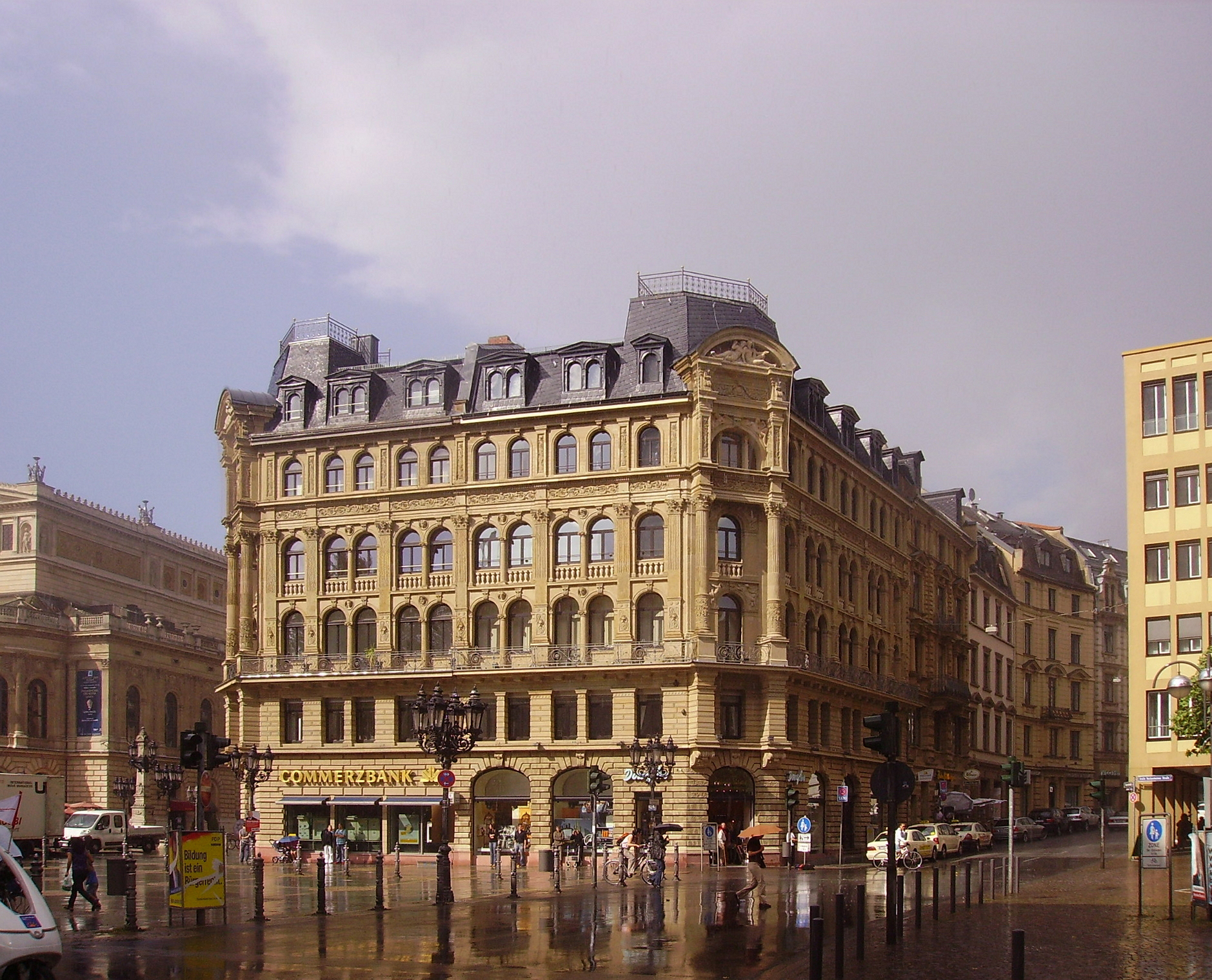
Hochstraße 56 / Ecke zum Opernplatz

In den Opernplatz münden sieben Straßen ein:
- Intra Muros
  - die Goethestraße, eine exklusive Einkaufsstraße;
  - die Große Bockenheimer Straße, besser bekannt als Freßgass
- im Verlauf der ehemaligen Befestigung
  - die Neue Mainzer Straße (südöstlich), Hauptstraße ins Bankenviertel;
  - die Hochstraße (nordöstlich), hier nach Osten abknickend;
  - die Bockenheimer Anlage (nordwestlich)
  - die Taunusanlage (südwestlich), hier ehemaliger Teil der Mainzer Landstraße;
- Extra Muros
  - die Bockenheimer Landstraße

## U-Bahnhof
Unterhalb des Platzes liegt der U-Bahnhof Alte Oper. Er wurde als Teil der C-Strecke der U-Bahn Frankfurt 1986 eröffnet und blieb bis heute unverändert. Der U-Bahnhof ist im postmodernen Stil gestaltet und verfügt als einziger im Frankfurter U-Bahn-Netz über keine tragenden Deckenstützen. Die Decken- und Wandgestaltung greift Motive der benachbarten Alten Oper auf.
Etwas weiter östlich münden die U-Bahn-Strecke und die Innenstadtstrecke der S-Bahn in einen gemeinsamen viergleisigen Tunnel, der bis zur Friedberger Anlage unter der Zeil verläuft.